# Szachtar-3 Donieck
Szachtar-3 Donieck (ukr. Футбольний клуб «Шахтар-3» Донецьк, Futbolnyj Kłub "Szachtar-3" Donećk; ros. Футбольный клуб «Шахтёр-3» Донецк, Szachtior-3 Donieck) – ukraiński klub piłkarski z siedzibą w Doniecku w regionie Donbasu. Był trzecim zespołem klubu Szachtar Donieck. Status profesjonalny otrzymał w roku 2000.
Zgodnie z regulaminem klub nie mógł awansować do ligi, w której już grał I zespół klubu, oraz nie mógł występować w rozgrywkach Pucharu Ukrainy. Występował w rozgrywkach ukraińskiej Drugiej Lihi. Latem 2015 został rozwiązany. 

## Historia
Chronologia nazw:
- 2000—2015.: Szachtar-3 Donieck (ukr. «Шахтар-3» Донецьк)

## Sukcesy
- 4 miejsce w Drugiej Lidze (2x):

2002/03, 2003/04

## Inne
- Szachtar Donieck